# روبين ميسا
روبين ميسا (بالإسبانية: Rubén Mesa Visiga)‏ هو لاعب كرة قدم إسباني في مركز الهجوم، ولد في 16 يناير 1992 في بطليوس في إسبانيا. لعب مع أتلتيكو مدريد ب ورايو فايكانو ب وريكرياتيفو ونادي بطليوس.

## وصلات خارجية
- روبين ميسا على موقع قاعدة بيانات كرة القدم.إي يو (الإنجليزية)
- روبين ميسا على موقع Soccerway.com (الإنجليزية)
- روبين ميسا على موقع AS.com (الإسبانية)